# Ха (ущелье)
Ха (греч. Φαράγγι Χά) — ущелье, расположенное в восточной части острова Крит, Греция. Название происходит от греч. ηχώ — «эхо» или от глагола χάσκω, что значит «глазеть».
Ущелье находится на западном склоне горы Трипти и выходит к востоку деревни Василики. Длина ущелья составляет около 1,5 км, поэтому Ха считается одним из самых труднопроходимых ущелий Крита.